# Piper austrosinense
Piper austrosinense är en pepparväxtart som beskrevs av Y.C. Tseng. Piper austrosinense ingår i släktet Piper och familjen pepparväxter. Inga underarter finns listade i Catalogue of Life.